# 横浜市立西寺尾小学校
横浜市立西寺尾小学校（よこはましりつにしてらおしょうがっこう）は、神奈川県横浜市神奈川区西寺尾二丁目にある公立小学校。

## 学校教育目標
『進んで学び　学びを深め　学びを活かす子ども』
- 自ら課題を見付け、主体的に考え、粘り強く解決する力を育てます（知）
- 自他の違いを認め合い、共に支え合う心情を育てます（徳）
- 望ましい生活習慣や楽しく運動する習慣を身に付け、自他の心身を大切にする態度を育てます（体）
- まちに学び、まちから愛され、まちを愛する態度を育てます（公）
- 様々な「もの・こと・人」との出会いに学び、よりよい関係をつくる力を育てます（開）[1]

## アクセス
| 路線     | 駅名   | 所要時間 |
| -------- | ------ | -------- |
| JR横浜線 | 大口駅 | 徒歩8分  |